# Hrskavica
Hrskavično tkivo ili hrskavica je specifična vrsta vezivnog tkiva koja sadrži čvrstu međustaničnu tvar i hrskavične stanice. Nije vaskularizirana (nema krvnih žila) niti je živčano inervirana. Funkcijski čini potporu mišićima, kostima i olakšava klizanje zglobnih ploština. Nalazimo ju u zglobovima, na rebrima, nosu, uhu, bronhima i intervertebralnim diskovima. 

## Hondrociti
Hrskavične stanice - hondrociti, smještene su u šupljinama (lakunama) međustanične tvari okužene izrazito bazofilnom čahurom. Hondrociti imaju kuglasti ili jajoliki oblik. U citoplazmi su razvijeni hrapavi endoplazmatski retikulum, mitohondrije i Golgijevo tijelo. Proizvode i izlučuju sastojke matriksa, a to su molekule proteoglikana i kolagen. 
Stanice mogu biti pojedinačne ili u nakupinama. Područje međustanične tvari, slabije bazofilno od čahure, koje okružuje više lakuna naziva se teritorij. Teritorij zajedno s pripadajućim stanicama čini funkcionalnu i morfološku jedinicu hrskavičnog tkiva - hondron. Područje između teritorija naziva se interteritorij. Hrskavica raste na dva načina (apozicijski i intersticijski rast). Diferencijacijom stanica perihondrija u hondrocite raste apozicijski, a diobom hondrocita mitozom raste intersticijski.

## Međustanična tvar hrskavice
Međustanična tvar hrskavice je izgrađena od amorfne mase čiju osnovu čine agregati proteoglikana, strukturni glikoproteini i kolagena vlakanca ili vlakna. Kod hijaline i elastične hrskavice nalazimo kolagena vlakanca građenih od kolagena tipa II, a u vezivnoj hrskavici nalazimo kolagena vlakna od kolegena tipa I. Proteoglikani su povezani u proteoglikanske agregate hijaluronskom kiselinom te sadrže glikozaminoglikane: hondroitin-4-sulfat, hondroitin-6-sulfat i keratan sulfat. Glikoprotein hondronektin je posrednik prianjanja honrocita uz kolagen. Ima konzistenciju kaučuka odnosno automobilske gume te se može rezati i savijati. Funkcionalna obilježja hrskavice daje tako međustanična tvar, a posebno vlaknata komponenta. Hrskavično tkivo ne sadrži krvne žile te se prehranjuje iz vezivnog tkiva koji okružuje hrskavicu - perihondrija. 

### Perihondrij
To je ovojnica od gustog formiranog vezivnog tkiva. sastoji se od dva sloja. Vanjski, fibrozni sloj je sastavljen pretežno od vlakana, a unutarnji, kambijski sloj je izgrađen od pretežno vezivnih stanica. Perihondrij ima ulogu u zaštiti, prehrani (bitna je difuzija), izgradnji i regeneraciji hrskavice. Regeneracija ide iz stanica kambijskog sloja i u male djece može biti gotovo potpuna.

## Vrste hrskavice
Postoje tri tipa hrskavičnog tkiva:
- Hijalina (staklasta) hrskavica
- Elastična hrskavica
- Fibrozna (vezivna) hrskavica

### Hijalina hrskavica
Najzastupljenija je u tijelu. Ima veliku količinu homogene međustanične tvari u koju su uklopljena kolagena vlakanca bez ikakvog pravila u raznim smjerovima. Kolagena vlakanca su građena od kolagena tipa II. Veliki dio matriksa čine proteoglikani koji zadržavaju vodu koja je potrebna za difuziju radi prehrane hondrocita. Za vrijeme razvoja izgrađuje skelet trupa, udova i donjeg dijela lubanje. To je prolazna hrskavica koja predstavlja model za izgradnju definitivnog koštanog skeleta. Podložna je degenerativnim promjenama, slabo regenerira te propada starenjem.
Hijalina hrskavica formira rebrene hrskavice, nalazi se u grkljanu, dušniku i većim bronhima, te na svim zglobnim površinama. Kod zglobne hrskavice perihondrij ne postoji, već se ona prehranjuje iz sinovijalne tekućine.

### Elastična hrskavica
U međustaničnoj tvari elastične hrskavice, osim kolagenih vlakanaca, izgrađuje i mreža elastičnih vlakana koja se može prikazati specifičnim bojanjem (WEG, orcein). Žućkaste je boje, elastičnija i savitljiva. Sadrži vlakanca koja izgrađuje kolagen tipa II. Nalazi se u uški, vanjskom slušnom hodniku, epiglotisu te malim hrskavicama grkljana i bronha.

### Vezivna ili fibrozna hrskavica
Prijelazna je forma prema vezivnom tkivu. U matriksu prevladavaju vlakna kolagena tipa I u paralelnim snopovima među kojima se nalaze područja hijaline hrskavice tipične građe. Vezivna hrskavica građena je od od otočića hijaline hrskavice smještenih u gustom vezivnom tkivu. Ona na svojoj površini nema perihondrija. Smještena je u području intervertebralnih diska, u simfizi stidnih kosti, te na hvatištu pojedinih tetiva za kost.